# Accident ferroviaire de Saint-Élier
La catastrophe ferroviaire de Saint-Élier a eu lieu à 9 heures 54 le 24 octobre 1933 sur la ligne Cherbourg-Paris du réseau des chemins de fer de l'État, une quinzaine de kilomètres avant Évreux, entre les gares de Conches-en-Ouche et La Bonneville-sur-Iton sur le territoire de la commune de La Croisille. L'émoi que suscitèrent tant le nombre élevé de ses victimes que les conditions dans lesquelles elle s'était produite fut toutefois éclipsé deux mois plus tard par le retentissement d'une nouvelle, beaucoup plus meurtrière encore, celle de Lagny-Pomponne.

## Circonstances
Le 24 octobre 1933, le train express à trois classes n° 354 était parti à 6 h 10 de Cherbourg et attendu à Paris à 11 h 26. En gare de Caen un fourgon et trois voitures avaient été ajoutés en tête du convoi, et la 241-022 du dépôt des Batignolles conduite par le mécanicien Benjamin Martin et le chauffeur Jean-Marie Rageul avait pris le relais pour la dernière partie du parcours.
Vers 9 h 50, environ trois kilomètres après Conches, au point kilométrique 121,700, en abordant une courbe à gauche où était en cours un chantier d'entretien de la voie, la locomotive amorça un mouvement de flottement, puis quitta les rails, roula environ deux cents mètres sur le ballast, et dévala sur le flanc gauche du remblai, avant de finir sa course une dizaine de mètres en contrebas, au pied du pont franchissant la rivière Le Rouloir, dans laquelle elle s'enlisa alors que son tender restait sur la berge.
Le fourgon, propulsé au-dessus du tender fut relativement épargné, mais les trois voitures de tête, une mixte de première et deuxième classe et deux de troisième classe projetées en travers du remblai sous la pression du reste du convoi, retombèrent disloquées à l'entrée du pont. Après les avoir écrasées, celle de deuxième classe qui suivait se coucha complètement, ses deux extrémités défoncées. Les derniers véhicules du train subirent des dommages moindres : une voiture de première classe, bien que cintrée par le choc, resta en équilibre instable sur la plateforme, retenue par la précédente, la voiture mixte troisième classe-buffet dérailla et s'inclina à demi, les trois voitures suivantes et le fourgon de queue, eux aussi déraillés, demeurèrent presque intacts sur le ballast.

## Secours et bilan
Tandis que le chef de train, sorti indemne du fourgon de queue, prévenait la gare de La Bonneville-sur-Iton, les premiers secours furent assurés avec des moyens de fortune par les voyageurs rescapés, vite rejoints par les onze cantonniers présents sur le chantier de voie, des ouvriers agricoles, et les habitants du village de La Croisille situé à proximité. Ainsi put être sauvé in extremis de la noyade M. Pierre Dudouyt, sénateur de la Manche, précipité dans le Rouloir lors de l'accident. Amédée Bussière, préfet du Calvados et sa femme, ainsi que Georges Dentu, sénateur de l'Orne, présents également dans le train, étaient sains et saufs.
Une infirmerie fut improvisée dans le haras voisin, dont la propriétaire, Madame Marsaline, ancienne infirmière de guerre, dispensa des soins d'urgence aux premiers blessés extraits des décombres, mais le dégagement des victimes restées coincées dans l’enchevêtrement des carcasses ne put commencer qu'après l'arrivée d'un train de secours amenant d'Évreux des moyens de déblaiement en matériel et en personnel, avec quatre-vingts hommes, dont des soldats du 7e régiment de chasseurs. De Rouen, furent aussi envoyés des scaphandriers afin de sonder le Rouloir.
Lorsque des ambulances purent parvenir sur les lieux de la catastrophe, les blessés nécessitant une hospitalisation furent évacués vers Conches et Bernay, d'où les plus gravement atteints furent transférés à Évreux. Les corps des personnes décédées dans l'accident, d'abord déposés au Haras de la Croisille au fur et à mesure de leur dégagement, étaient ensuite transportés jusqu'à la gare d'Évreux, dont la salle d'attente des troisièmes classes avait été transformée en chapelle ardente où Monseigneur Alphonse Gaudron, alors évêque d'Évreux, leur donna la bénédiction, et où Joseph Paganon, ministre des travaux publics, et Raoul Dautry, directeur du réseau de l'État vinrent se recueillir.
Écrasés entre leur machine et le tender, le mécanicien et son chauffeur furent tués sur le coup. Les trois premières voitures, à caisse en bois tôlé, étaient réduites à un amoncèlement inextricable de boiseries et de ferrailles dans lequel nombre de passagers avaient été tués. D'autres, mortellement blessés, succombèrent presque immédiatement après avoir été extraits des débris, comme ce fut le cas pour le médecin-major Testas et le capitaine Grandjean, deux officiers du 43e régiment d'artillerie basé à Caen, décédés au haras de la Croisille, ou bien purent être hospitalisés, mais moururent peu après, comme le professeur de l'université de Caen Pierre Villey.
En définitive, une fois dégagés les derniers corps et consolidées les dernières blessures, le bilan de la catastrophe put être établi à trente-sept morts et une centaine de blessés, dont environ soixante furent hospitalisés, les autres se faisant soigner chez des médecins de ville ou à leur domicile.
L'Autriche et la Belgique témoignèrent de leur solidarité en adressant leurs condoléances au gouvernement , et le 27 octobre, dans la cathédrale d'Évreux eut lieu une cérémonie symbolique d'hommage solennel aux victimes, à laquelle assistèrent de nombreuses autorités civiles, militaires et religieuses et le directeur du réseau de l'État, Raoul Dautry. Un seul cercueil était exposé, les autres corps devant être inhumés dans leurs villes d'origine.

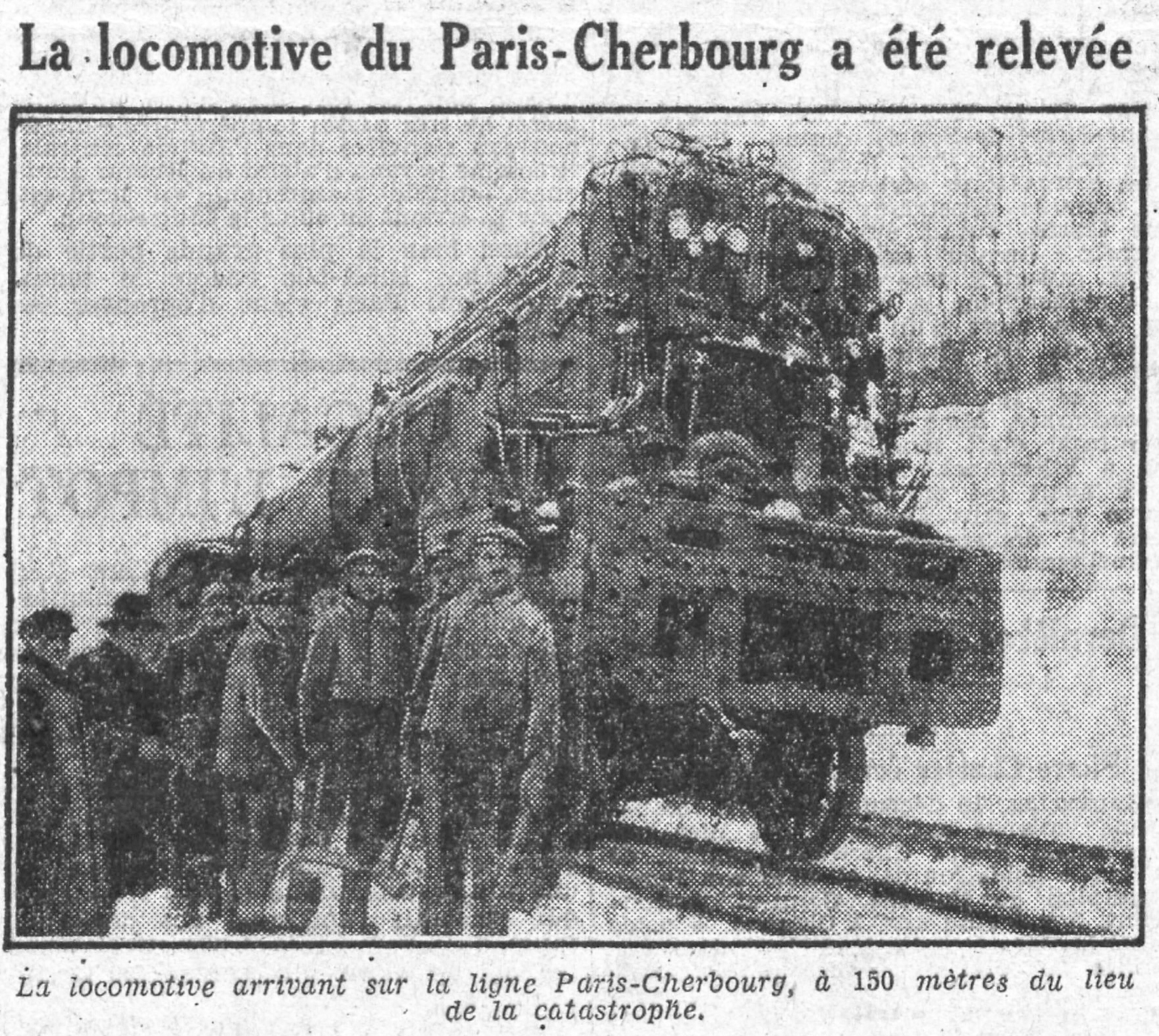
La locomotive après sa remise sur les rails, le 16 décembre 1933 (photo publiée par Le Journal du 17/12/1933).

Ainsi, le lendemain, se déroulèrent à Clichy les obsèques du mécanicien Martin, adhérent du mouvement des Croix de Feu, en présence de cinq cents de leurs membres et de leur président, le colonel de la Rocque. Le chauffeur Rageul fut enterré le même jour à Combourg .
Avec le concours de deux grues de 50 tonnes, l'une venue du dépôt des Batignolles, l'autre de Mantes, on s'efforça de déblayer rapidement la plateforme en brûlant sur place les débris non récupérables, et dès minuit la circulation était rétablie sur une voie unique. Le surlendemain, à 16 heures, les deux voies étaient à nouveau en service. Durant l'interception, le trafic entre Caen et Paris avait été détourné par  Serquigny, avec rebroussement à Glos-Montfort vers la  ligne d'Évreux.
Les derniers restes des voitures furent enlevés le 2 novembre, mais compte tenu du poids énorme de la locomotive et de sa position, il était totalement impossible aux grues de la hisser sur le remblai à l'endroit de sa chute. Après que des palans l'eurent soulevée, permettant enfin son examen par les experts, il fallut construire depuis le lit du Rouloir une voie provisoire d'environ cent cinquante mètres pour la hisser progressivement à l'aide de treuils au niveau de la ligne. Une fois remise sur les rails, le 16 décembre, elle fut tirée à petite vitesse jusqu'à Évreux pour remise en état sommaire avant son acheminement aux Batignolles en vue de sa réparation.

## Causes
Comme à l'accoutumée en cas d'accident ferroviaire ayant provoqué des pertes humaines, trois enquêtes eurent lieu en parallèle, une judiciaire, une administrative, et une interne au réseau.
L'enquête judiciaire fut menée par le juge d'instruction Saulnier, d'Évreux, qui désigna d'abord comme expert M. Ferdinand Maison, polytechnicien, ancien ingénieur des chemins de fer et directeur honoraire du contrôle, auquel le Parquet d'Évreux adjoignit M. Émile Jouguet, membre de l'Académie des sciences et professeur de mécanique à l'École Polytechnique, plus spécialement chargé d'examiner la locomotive. L'enquête administrative fut effectuée pour le compte du ministre des travaux publics, par M. Edgar Baticle, ingénieur des Ponts-et-chaussées, directeur général du contrôle des chemins de fer au ministère.
Pour le réseau de l'État, le directeur, Raoul Dautry confia l'enquête interne à son ingénieur en chef de la voie, M. Frédéric Surleau, ingénieur des Ponts et chaussées, avec le concours de deux polytechniciens retraités, l'un, M. Henri Albert Herdner, du réseau du Midi, l'autre, M. François-Henri Tettelin, des chemins de fer du Nord.
Dès le début des expertises, les avis de ces techniciens de haut niveau s'avérèrent divergents sur les facteurs déterminants du déraillement, si bien qu'après la clôture  des enquêtes, le doute subsistait sur les rôles respectifs de la voie et de la machine dans son déclenchement.

### La voie
La section de ligne où avait eu lieu l'accident était équipée de rails de 50 kg au mètre, d'une longueur de 18 mètres, posés sur 29 traverses, armement à l'époque exemplaire, et Raoul Dautry, présent sur place dès les premières heures suivant l'accident, avait déclaré que « cette voie était magnifique ». Il n'en restait pas moins qu'à l'endroit où s'était produit le déraillement, se déroulaient sur environ 200 mètres des travaux d'entretien dits de « soufflage mesuré ». L'opération visait à corriger la géométrie du chemin de roulement grâce à une technique nouvelle, consistant à introduire sous les traverses préalablement soulevées une quantité précise de gravillons à l'aide d'une pelle spéciale . Contrairement aux opérations lourdes de nivellement comportant un bourrage avec déplacement du ballast, la réglementation relative à ce type d'intervention légère n'imposait pas de ralentissement des trains, et le procédé tendait à se développer compte tenu de son avantage pour la gestion du trafic.
Selon certains témoins, notamment le chef de train et les ouvriers de la voie, la machine avait commencé à donner des signes de flottement juste au début du chantier de soufflage, pour finir par dérailler 200 mètres plus loin. On pouvait donc présumer qu'il existait un lien de causalité entre l'exécution des travaux et l'accident, d'autant plus que des études antérieures avaient déjà montré qu'une telle opération amoindrissait la résistance de la voie durant les premiers temps suivant son exécution. Interrogé peu de temps après, un cheminot habitué de la ligne affirmait que pour éviter tout risque, on aurait dû procéder par sections limitées à une longueur de 50 mètres, mais le réseau de l'État faisait valoir que sur les 200 mètres du chantier, un autre rapide était passé sans encombre à 120 km/h une heure auparavant.
Dans leur rapport de 150 pages sur la catastrophe rendu neuf mois plus tard, les deux experts judiciaires estimèrent que les conditions dans lesquelles avaient été réalisés les travaux avaient joué un rôle dans la catastrophe. Le juge d'instruction d'Évreux inculpa donc immédiatement d'homicide par imprudence et d'inobservation du règlement trois cadres du service de la voie chargés de les exécuter et de les superviser, le chef de canton Jeanne, le chef de district Loisel, et le chef de section Imhoff. Cet acte préliminaire de procédure pénale mettait en cause des personnels dont la compétence et le sérieux étaient unanimement reconnus et souleva beaucoup d'émoi. Il ne connut cependant pas de suite juridictionnelle, car avec le recul, il apparut que plus que l'organisation du chantier, c'était la locomotive elle-même qui avait eu une part déterminante dans la survenance de l'accident.

### La machine
Après la Compagnie des chemins de fer de Paris à Lyon et à la Méditerranée (PLM) et la Compagnie des chemins de fer de l'Est, le réseau de l'État avait à son tour au début des années 1930 mis en service des machines de type Mountain, les plus lourdes circulant à l'époque sur les voies françaises, notamment afin d'assurer la traction des trains transatlantiques vers Cherbourg et Le Havre. Dotées d'une chaudière performante alimentant quatre cylindres, elles disposaient d'une énorme réserve de puissance leur permettant la traction de trains lourds et rapides. Toutefois, malgré des améliorations successives, elles présentaient encore de graves défauts. Ainsi, faute d'un jeu suffisant, leurs quatre essieux moteurs s'inscrivaient mal dans les courbes de faible rayon. Et surtout, leur transmission, mal conçue et montée sur un châssis d'une trop faible rigidité, produisait à vitesse élevée des trépidations et oscillations parasites nuisibles à la bonne tenue du mécanisme et ébranlant les voies, sur lesquelles elles étaient pourtant autorisées à circuler à 120 km/h.
À l'endroit où s'était amorcé le déraillement, la  bande Flaman de la 241-022 avait enregistré une vitesse de 112 km/h. Les ouvriers de la voie ayant indiqué avoir été frappés par le visage préoccupé du mécanicien à son passage devant eux, d'aucuns émirent l'hypothèse d'une nouvelle avarie sur la locomotive, qui avait déjà dû subir un mois auparavant des modifications destinées à renforcer des pièces donnant des signes de fléchissement. Toutefois, après qu'elle eut été soulevée le 8 décembre, les experts n'y décelèrent finalement rien d'anormal, et exclurent notamment une rupture d'essieu sur le bogie avant, explication un temps envisagée.

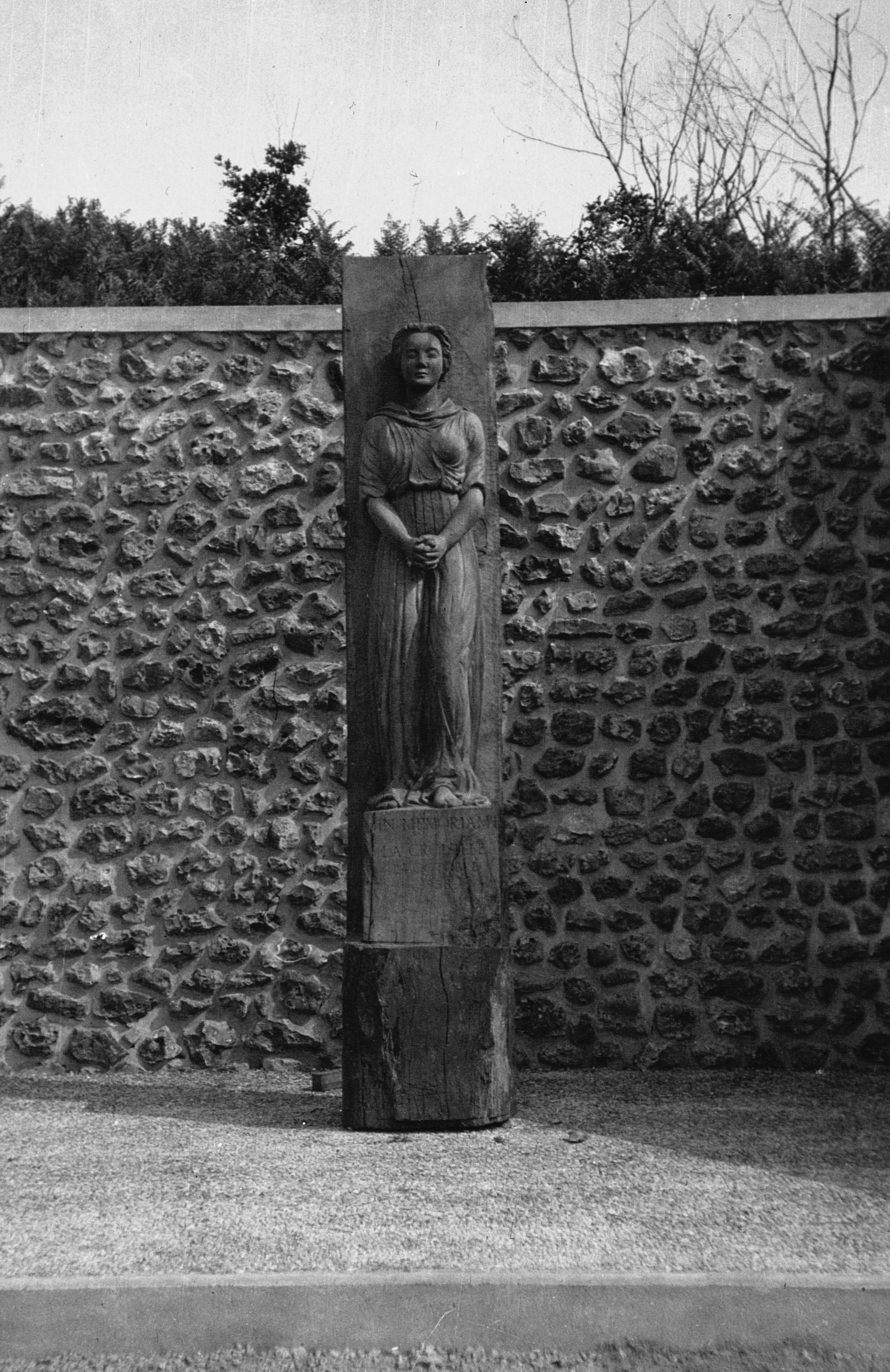
Le monument commémorant la catastrophe à La Croisille

En réalité, comme l'indiquaient les témoignages concordants d'un contrôleur et de la plupart des voyageurs, depuis Serquigny, le roulement du train était imprimé de secousses anormales et donnait une impression de flottement. On peut présumer que si le chantier de soufflage mesuré, en fragilisant encore plus la voie, avait été à l'origine du déraillement de la machine, celle-ci circulait déjà depuis plusieurs kilomètres sur une section ne présentant pas une solidité suffisante pour résister en toute sécurité au passage de ses 115 tonnes (190 tonnes avec son tender) à cette vitesse.
L'expert Ferdinand Maison dès sa première visite des lieux avait fait observer que l'accident rappelait beaucoup celui survenu un an auparavant en gare de Villepatour sur la ligne Paris-Bâle du réseau de l'Est, lorsqu'un train remorqué par une autre Mountain construite sur le même modèle avait déraillé à 110 km/h après une phase de flottement analogue, mais avec des conséquences heureusement moins catastrophiques. Les deux évènements montraient bien que de telles machines ne pouvaient rouler en toute sécurité à grande vitesse sur des lignes équipées pour supporter seulement le passage d'engins de traction moins agressifs pour les voies.
Trois mois plus tard, lors de la discussion des interpellations groupées sur les deux catastrophes de Saint-Élier et Lagny, le député Lucien Midol recensera ainsi le cumul des causes de la première : « mauvais entretien des voies par suite de l'emploi du soufflage sans signaux de ralentissement, machine trop lourde avec un jeu latéral insuffisant, et circulant à une trop grande vitesse sur des voies peu solides ». Si des responsabilités pénales devaient être recherchées et des procès instruits, il était donc nécessaire de remonter au-delà des seuls trois cadres techniques initialement incriminés, et le Parquet n'ayant pas reçu de directives en ce sens, l'instruction fut finalement close sans renvoi des intéressés devant les tribunaux répressifs. En revanche, à la suite des observations étayées de nombreux schémas et graphiques contenues dans le rapport des experts, on limita à titre conservatoire à 90 km/h la vitesse des Mountain de la même série dans l'attente de nouvelles améliorations de leurs conditions de roulement, et notamment de l'inscription en courbe de leur bogie avant.

## Monument commémoratif
Le 5 juillet 1936, un monument commémorant la catastrophe fut inauguré à La Croisille